# 兰世立
兰世立（1966年6月5日—）出生于湖北省武汉市，拥有新加坡护照。曾任中国大陆东星集团公司董事局主席兼总裁，2005年被《福布斯》杂志列为中国富豪榜第70名，同时也是湖北省首位进入该排行榜前100名的富豪。2009年东星航空在武汉市政府和中国航空集团公司的逼迫下被迫破产，2010年，武汉检方以逃税为名，判处兰世立有期徒刑4年。2011年9月，在狱中服刑的兰世立通过亲属对武汉市副市长袁善腊进行实名举报。

## 生平

### 崭露头角
兰世立1990年毕业于武汉大学，先后在湖北省和海南省的政府机关工作。1991年他在武汉市东湖开发区创立了东星电子有限公司，主要经营电脑耗材产品。商业嗅觉敏锐的他于1992年又进军餐饮业，把香港喝早茶的风俗引入武汉，在武汉开设“东宫”酒楼。1993年，开始在旅游领域投资，成立了东星旅游公司。至2003年，汉口国际旅行社被他收购，获得出境权。并在北京、上海、深圳开办旅行社。2005年，在获得中国民航总局的批准之后，开始筹建东星航空公司，正式进军航空业。

### 东星危机
2008年，中国航空业在遭受油价上涨、雪灾、地震和国际金融危机等多重不利因素的影响而惨遭打击，东星航空遂向中国航空集团公司提出合作意向，但对于兰世立提出的合作条件，中航方面未予正面回应，同时，国航打算以1元人民币的价格收购100%东星航空的股权，国航的协议让兰世立大为恼火，兰世立心生退意。一家是势力弱小的民营航空东星，另一家是可以为武汉开通多条国际航线的中航，再加上东星航空曾有意把总部从武汉迁至河南省郑州市，在政绩和利益面前，湖北和武汉的官员更倾向于让中航收购东星，但却遭到了兰世立的强烈反对，随后便发生了一周四抓兰世立的事件，强迫兰世立在中航收购东星的协议书上签字。
2009年3月14日，武汉市政府以东星航空存在安全隐患和资不抵债为由宣布东星航空停航，并在同日对兰世立进行监视居住，而实际上东星航空在各项安全检测中合格率达94.6%，净资产为1.57亿元人民币。9月13日监视居住期满的兰世立被武汉市公安局关押进武汉市第二看守所。12月11日，武汉市检察院宣布武汉市公安局的起诉意见证据不足，予以退案。次日，兰世立被释放。2010年2月23日，武汉市公安局再次将兰世立关进武汉市第一看守所。4月9日，武汉市中级法院以兰世立逃欠税为名，判处有期徒刑4年。

### 实名举报武汉副市长
2011年9月1日上午，在狱中服刑的兰世立通过其侄女兰剑敏，以新闻发布会的形式对现任武汉市副市长袁善腊提出实名举报，称袁善腊是造成东星破产的主要人物，因东星航空的现金流在2008年出现问题，兰世立通过袁善腊的介绍，拿东星十多亿的资产向武汉一家具有黑社会性质的企业借高利贷3.15亿元，但这家企业仅支付8000万元便不了了之，袁善腊进而出策卖掉东星航空给国航偿还高利贷。发布会上共罗列了袁的六项罪名：大肆索取巨额贿赂；包养多名情妇；借公款给黑社会发放高利贷；协助黑社会收取高利贷；对受害者进行打击报复；唆使公检法诬告诬陷受害者。2011年12月16日，中共湖北省纪委宣布袁善腊不存在违纪违法问题，但在11年后的2022年3月16日，已退休多年的袁善腊被湖北省纪委监委立案审查，并在同年9月7日被开除党籍并移交司法机关。

### 取消新加坡公民权
2018年3月5日，原籍中国的58岁新加坡公民Mick Davies因触犯移民法令被取消新加坡公民身份。新加坡内政部3月5日下午发布文告表示，Mick Davies即是中国前富豪兰世立，他在2002年取得新加坡公民身份，曾多次改名，先是在2013年用Jack Thomson一名，隔年改名为Mick Davies。兰世立因使用假护照进入新加坡，被移民与关卡局逮捕，被判坐牢五个月。

### 再次被捕
2016年3月3日，兰世立被羁押，并于次日被刑事拘留，同年4月8日被指定居所监视居住，7月9日在监视居住期间逃跑。
2019年11月3日，兰世立被逮捕。
2021年12月17日，兰世立被广东省广州市中级人民法院宣判无罪并被当庭释放。
2023年10月25日，兰世立在北京国际饭店召开发布会，宣布其此前提出的国家赔偿申请，已获得广州市检察院出具的刑事赔偿决定书。兰世立获得国家赔偿共计人民币59万元。